# Остракизам
Остракизам је била политичка мера у античкој Атини која је првобитно била уперена против људи који су желели да врате тиранију у Атини, али се убрзо претворила у средство политичког разрачунавања међу неистомишљеницима. Вешти политичари су помоћу остракизма успевали да се реше својих најопаснијих противника. Тако је, на пример, Темистокле остракизмом из Атине протерао Аристида, вођу умерене струје која се супротстављала напредовању демократије (483. године п. н. е). Када је требало прибећи остракизму, сазивана је еклесија. Окупљени грађани су на комадићима црепа, који се на грчком звао остракон, исписивали име човека који је, по њиховом мишљењу, требало да буде протеран. Пошто би остракони били пребројани, Атињанин чије се име највише пута појавило морао је да напусти град у року од десет дана. Остракизовани су у изгнанству остајали десет година, али нису губили имовину и грађанска права.

## Процедура
Термин „остракизам“ потиче од крхотина грнчарије које су коришћене као жетони за гласање, на грчком се зову острака (једнина: ostrakon ὄστρακον)). Разбијена грнчарија, доступна у изобиљу и готово бесплатна, служила је као нека врста отпадног папира (за разлику од папируса, који је увожен из Египта као висококвалитетна површина за писање, и прескуп да би био за једнократну употребу).
Сваке године Атињане су у скупштини питали да ли желе да одрже остракизам. Питање је постављено у шестом од десет месеци који се користе за државно пословање у демократском режиму (јануар или фебруар по савременом грегоријанском календару).
Ако би гласали „за”, онда би два месеца касније био одржан остракизам. На једном делу агоре одвојеном и на одговарајући начин ограђеном, грађани су давали писару имена оних које су желели да буду изопштени, пошто су многи од њих били неписмени, а затим су то име загребали на крхотинама грнчарије. Крхотине су се гомилале с лицем окренуте надоле, тако да би гласови остали анонимни. Девет Архонта и савет од пет стотина надгледали су процес док су Архонти пребројали поднете остраке и сортирали имена у посебне гомиле. Особа чија је гомила садржала највише острака била би прогнана, под условом да је кворум био испуњен. Према Плутарху, остракизам се сматрао валидним ако је укупан број датих гласова био најмање 6.000; према фрагменту Филохора, најмање 6.000 гласова је морало бити дато против особе која је требало да буде прогнана. Плутархови докази о кворуму од 6.000 слажу се са бројем потребним за добијање држављанства у наредном веку и генерално се преферирају.

## Разлика од других атинских демократских процеса
Остракизам се суштински разликовао од Атинског закона у то време; није било оптужбе и није се могла поставити никаква одбрана од стране искључене особе. Две фазе поступка текле су обрнутим редоследом од оног који се користи у скоро сваком систему суђења – то је као да је порота прво била упитана „Желите ли некога да прогласи кривим?”, а затим питана „Кога желите да оптужите?”. Правосудни оквир је можда најнеобичнија карактеристика институције: може се одржати највише једном годишње и то само за једну особу. Подсећа на грчког фармакоса или жртвеног јарца — иако је за разлику од тога, фармакос генерално избацивао ниског члана заједнице.
Даља разлика између ова два начина (и није очигледна из модерне перспективе) је у томе што је остракизам био аутоматска процедура која није захтевала иницијативу ниједног појединца, при чему се гласање једноставно дешавало по жељи бирачког тела – дифузно вршење власти. Насупрот томе, за суђење у Атини била је потребна иницијатива одређеног грађанина-тужиоца. Док је кривично гоњење често довело до контранапада (или је само по себи било контранапад), такав одговор није био могућ у случају остракизма, јер одговорност лежи на држави у целини. За разлику од суђења, остракизам је генерално смањивао политичку тензију, уместо да је повећава.
Док десет година изгнанства можда представљало изазов за Атињане, то је била блага казна у поређењу са казнама које су судови могли изрећи. Када су имали посла са политичарима за које се сматра да делују против интереса народа, атинске пороте су могле да изрекну тешке казне као што су смрт, неисплативо велике казне, конфискација имовине, трајно прогонство или губитак права грађана кроз атимију. Даље, елитни Атињани који су претрпели остракизам били су богати или племенити људи који су имали везе или ксеноје у ширем грчком свету и који су, за разлику од правих прогнаника, могли да приступе својим приходима у Атици из иностранства. Код Плутарха, пратећи антидемократску мисао уобичајену у елитним изворима, људи би могли бити рано опозвани, што је био пример недоследности мајоризације карактеристичне за атинску демократију. Међутим, десет година изгнанства обично је решавало све што је довело до протеривања. Остракизам је био прагматична мера|author2=концепт издржавања пуне казне није важио јер се радило о превентивној, а не о казненој мери.
Пример практичности остракизма потиче из скривене колекције од 190 откривених острака бачених у бунар поред акропоља. Према рукопису, чини се да их је написало четрнаест појединаца и носе име Темистокле, који су били изопштени пре 471. п. н. е., и очигледно су били намењени за дистрибуцију бирачима.
Постоји, међутим, још једно тумачење да су ове остраке унапред припремали предузимљиви привредници који су их нудили на продају грађанима који нису могли лако себи да испишу жељена имена или су једноставно желели да уштеде време.

## Период примене
Остракизам није био у употреби током читавог периода атинске демократије (око 506–322. п. н. е.), већ се појавио тек у петом веку пре нове ере. Стандардни извештај, који се налази у Аристотеловом Уставу Атињана 22.3, приписује успостављање Клистену, кључном реформатору у стварању демократије. У том случају, остракизам би постојао око 506. године пре нове ере. Прва жртва ове праксе је протерана тек 487. п. н. е. — скоро 20 година касније. Током наредних 60 година, око 12 или више појединаца га је пратило. Листа можда није потпуна.
Откопано је око 12.000 политичких острака на атинској агори и у Керамејкосу. Другу жртву, Клистеновог нећака Мегакла, именује 4647 њих, али за други недатирани остракизам који није горе наведен. Сматра се да познати остракизми падају у три различите фазе: 480-те године пре нове ере, средина века 461–443 пре нове ере и коначно године 417–415. п. н. е.: ово је отприлике у корелацији са груписањем познатих протеривања, иако се Темистокле пре 471. може рачунати као изузетак. Ово може сугерисати да је остракизам ушао и изашао из моде.

## Сврха
Пошто су остракизам спроводиле хиљаде људи током много деценија еволуирајуће политичке ситуације и културе, он није служио једној монолитној сврси. Могу се направити запажања о исходима, као и о почетној сврси за коју је створен.
Први случај људи који су били изопштени у деценији након пораза прве персијске инвазије на Маратону 490. п. н. е. били су у сродству или повезани са тиранином Пизистратом, који је контролисао Атину 36 година до 527. п. н. е. Након што је његов син Хипија свргнут уз спартанску помоћ 510. п. н. е., породица је потражила уточиште код Персијанаца. Скоро двадесет година касније Хипија се искрцао са инвазионим снагама на Маратон. Тиранија и персијска агресија биле су упарене претње са којима се суочио нови демократски режим у Атини, а остракизам је употребљен против обоје.
Тиранија и демократија су настале у Атини из сукоба између регионалних и фракцијских група организованих око политичара, укључујући Клистена. Као реакција, у многим својим карактеристикама демократија је настојала да смањи улогу фракција као фокуса лојалности грађана. Остракизам је можда имао намеру да делује са истим или сличним циљевима: привременим одсецањем фракције, могао би помоћи у смиривању конфронтација које су претиле државном поретку.
У каснијим деценијама, када је претња тираније била удаљена, сматра се да је остракизам коришћен за одлучивање између радикално супротстављених политика. На пример, 443. године пре нове ере Тукидид, син Мелесијина (не треба мешати са историчарем истог имена) је протеран. Он је предводио аристократску опозицију атинском империјализму и посебно Перикловом програму изградње на акропољу, који је финансиран порезима створеним за ратове против Ахеменидског царства. Протеривањем Тукидида Атински народ је послао јасну поруку о правцу атинске политике.  Сличне, али контроверзне тврдње изнете су о остракизму Кимона 461. п. н. е.
Не могу се знати мотиви појединачних грађана који гласају. Многи од преживелих острака именују људе који су иначе непосведочени. Они могу бити само неко кога подносилац није волео и за кога је гласао у тренутку приватног ината. Неки остраци уместо људског имена носе реч „Лимос“ (глад). Као таква, може се посматрати као секуларна, грађанска варијанта атинских плоча са клетвама, проучавана у научној литератури под латинским именом defixiones, где су мале лутке биле умотане у оловне листове исписане клетвама и затим закопане, понекад заглављене ексерима заувек.

## Модерна употреба
Острацизам је очигледан у неколико животињских врста,‍:10 као и у савременим људским интеракцијама. Социјални психолог Киплинг Вилијамс дефинише остракизам као „сваки чин или акте игнорисања и искључивања појединца или групе од стране појединца или групе“ без нужног укључивања „чинова вербалног или физичког злостављања“.
Вилијамс сугерише да је најчешћи облик остракизма прећутни третман,‍:2 при чему одбијање комуникације са особом ефективно је игнорише и искључује.

### Рачунарске мреже
Острацизам у контексту компјутерских мрежа (као што је Интернет) назива се „сајберострацизам“. Конкретно, у комуникацији путем е-поште релативно је лако укључити се у нечујно третирање, у облику „неодговорених мејлова“ или „игнорисаних мејлова“. Бити острацизиран на друштвеним мрежама се сматра претњом основним људским потребама припадности, самопоштовања, контроле и смисленог постојања. Сајбер одбацивање (примање „не свиђања“) изазвало је већу претњу потреби за припадањем и самопоштовањем и довело до друштвеног повлачења. Сајбер-остракизам (занемаривање или примање мање „лајкова“), обрнуто, доводи до више просоцијалног понашања. Сматра се да је остракизам повезан са поремећајем друштвених медија.

### Реакције
Вилијамс и његове колеге су мапирале одговоре на остракизам у неких пет хиљада случајева и пронашли два карактеристична обрасца одговора. Први је повећана групна усклађеност, у потрази за поновним пријемом; други је да особа постаје провокативнији и непријатељске расположена према групи, тражећи пажњу, а не прихватање.

### Старост
Старије одрасле особе ређе доживљавају остракизам, а посебан пад је око године за одлазак у пензију. Без обзира на године, остракизам је снажно повезан са негативним емоцијама, смањеним задовољством животом и нефункционалним друштвеним понашањем.

### Истраживање
Истраживања сугеришу да је остракизам уобичајена стратегија одмазде коју користе организације као одговор на узбуњивање. Киплинг Вилијамс, у истраживању о америчким узбуњивачима, открио је да су сви испитаници пријавили остракизам након пријављивања недоследности.‍:194–195 Александар Браун је на сличан начин открио да је остракизам након пријављивања недоследности уобичајен одговор и заиста описује остракизам као облик „тајне” одмазде, јер је обично то тако тешко идентификовати и истражити.

### Кар и apти
Кар и apти је ирански облик личног избегавања, специфичан за културу, најчешће другог члана породице у Ирану. Док су модерни западни концепти остракизма засновани на наметању конформизма унутар друштвено признате групе, кар је приватна (батини), породично оријентисана афера сукоба или испољавања беса која се никада не открива широј јавности, тј. то би било кршење друштвеног бонтона.
Кар је избегавање члана породице нижег ранга који је починио увреду. То је један од неколико ритуализованих друштвених обичаја иранске културе.
Гозашт значи 'толеранција, разумевање и жеља или спремност да се опрости' и суштинска је компонента дар и аштија за психолошке потребе затварања и спознаје, као и културно прихваћен извор за практиковање неопходних верских захтева тевбе (покајања, види Куран 2:222) и доа (молбе).